# Bautista Delguy
Bautista Delguy (Remedios de Escalada, 22 de abril de 1997) es un jugador argentino de rugby que se desempeña como wing o fullback en el club ASM Clermont Auvergne de Francia, así como internacional con Los Pumas.

## Carrera

### En clubes
Bautista Delguy inició su carrera en el año 2016 con el club amateur Pucará el cual compitió en el Torneo URBA y el Nacional de Clubes. 
En 2018 se incorporó a la franquicia Jaguares que juega en el Super Rugby.   Hizo su debut en el Super Rugby el 17 de febrero de 2018 contra los Stormers  como suplente, antes de su primera titularidad la semana siguiente contra los Lions,   esta ocasión. Durante su primera temporada, anotó diez tries en quince partidos y extendió su contrato hasta 2021.  
Durante la Super Rugby 2019, jugó solo cuatro partidos (con dos ensayos) antes de lesionarse la rodilla, terminando su temporada prematuramente.
En diciembre de 2020, se incorporó al club francés Union Bordeaux Bègles en el Top 14 como jugador adicional, con un contrato que durará hasta el final de la temporada. 
En junio de 2021, firmó un contrato de dos temporadas con el USA Perpignan, que acaba de asegurar su ascenso al Top 14 para la temporada 2021-2022. 
Sin embargo, dejó Perpignan después de una temporada y firmó con ASM Clermont por un contrato de tres temporadas.  

### En la selección
Bautista Delguy jugó con la selección argentina sub-20 y participó en el Campeonato Mundial Juvenil en 2016 y 2017. 
Con la selección nacional de reserva de Argentina (Argentina XV), jugando en el Americas Rugby Championship en 2016 y 2017, así como en el Americas Pacific Challenge en 2016 y 2017 también.
También jugó con la selección argentina de rugby a siete entre 2016 y 2017, disputando seis torneos de la World Rugby Sevens Series.
Obtuvo su primera internacionalización con la selección Argentina el 9 de junio de 2018 durante un test match contra la selección de Gales en San Juan. 
En 2019, fue incluido en el grupo de 31 jugadores seleccionados por Mario Ledesma para jugar el Mundial de Japón. Jugó tres partidos durante la competición, contra Tonga, Inglaterra y Estados Unidos. 

## Clubes
| Temporada/s     | Clubes                | Pts | Pj |
| --------------- | --------------------- | --- | -- |
| 2015-2018       | Pucará                | 63  | 22 |
| 2018-2020       | Jaguares              | 60  | 22 |
| 2020-2021       | Union Bordeaux Bègles | 10  | 7  |
| 2021-2022       | USAP                  | 20  | 15 |
| 2022-actualidad | ASM Clermont Auvergne | 107 | 43 |

## Palmarés
- Medalla de plata en los Juegos Olímpicos de la Juventud de Nankín 2014.[21]
- Medalla de bronce en el Campeonato Mundial Junior de 2016.